# کارلوس مویا (بازیکن فوتبال)
کارلوس مویا (انگلیسی: Carlos Moya؛ زادهٔ ۲ مهٔ ۱۹۶۹) بازیکن فوتبال اهل آرژانتین است.
از باشگاه‌هایی که در آن بازی کرده‌است می‌توان به باشگاه فوتبال گودوی کروز، باشگاه فوتبال گرانادا، باشگاه فوتبال بانفیلد و باشگاه فوتبال بوکا جونیورز اشاره کرد.